# Krapi (Ingolič)
Krapi je drama Antona Ingoliča iz leta 1947.

## Osebe
- Tine Žitnik: pisatelj
- Tomaž Oredek: gostilničar in narodni poslanec
- Katra: njegova žena
- Miha: njun sin
- Anton Beloglavec: trgovec in župan
- Pepca: njegova hči
- Valentin Pritekel: okrajni načelnik
- Apolonija: njegova žena
- Alfonz Sveča: prošt
- Dr. Ivan Cestnik: gimnazijski ravnatelj
- Alenka Mejačeva: učiteljica brez službe
- Pavel Trdina: učitelj brez službe
- Jurij Sušnik: kočar
- Andrej Bregar: novinar
- Petelinček: orožnik

## Kraj in čas
Godi se v podeželskem mestecu med prvo in drugo vojno.

## Vsebina
1. dejanje: Žitnik popravlja še zadnje strani romana, ki ga je bil napisal o življenju in prebivalcih Mirnih vod, obenem pa piha na srce Alenki.  Njej je sicer všeč, a je nezaupljiva: da, če bi bil pisatelj, kot je Tone Dren, bi mu zaupala - ali pa tudi ne, saj pisatelji v ljudeh vidijo samo modele za svoje delo. - Osredek prireja slavnostno večerjo, kjer se zberejo vsi mestni veljaki. Radi bi pripravili Žitnika do tega, da bi jim iz romana kaj prebral, saj ima vsak precej masla na glavi in se boji, kaj je o njem napisano. Toda Žitnik je skrivnosten, branju se izmakne tako, da odhiti na vlak. Takoj po njegovem odhodu pa prihiti Cestnik, ves v zanosu: Žitnik je v resnici odlični napredni pisatelj Tone Dren! Veljaki se zgrozijo: na milost in nemilost se prepuščeni fantaziji bogokletneža in prekucuha.
2. dejanje: Žitnikova knjiga je izšla, meščani berejo kot obsedeni, Žitnik pa pride v Mirne vode zaradi Alenke; ta je nad romanom sicer navdušena, do njega kot človeka pa še zmeraj nezaupljiva. Sledijo prve reakcije na roman: lahkoživa Apolonija je ogorčena in se boji moža, nedolžna Pepca, vsa zaverovana v svojega ne preveč vnetega ženina Miha, je hvaležna, Trpin pisatelju čestita: roman bo za mogočneže klofuta, za zatirane in trpeča pa velika opora. Žitnik ni prepričan, med lene krape je vrgel ščuko, malo jih bo razgibala, potem pa se bodo navadili in se spet predali uživanju ... Odide s Trpinom med pisatelje, s seboj povabi tudi Alenko. - Medtem se zbirajo razburjeni "modeli": nesramni pisatelj je odkril strehe mesta in vsemu svetu pokazal, kaj počnejo, treba je naglo ukrepati: privesti pisatelja na policijo, pokupiti vso naklado, zbrati podpise za tožbo ... Cestnik se upre, knjiga je zanj pretresljiva in  vzgojna, ogorčen zapusti družbo veljakov. Ko se Žitnik vrne, ga načelnik obtoži protidržavnega delovanja in ga da z orožnikom odpeljati na policijo. Alenka se razburi, veljakom zabrusi, da so res krapi, njeno srce se postavi na Žitnikovo stran.
3. dejanje: Knjiga je Mihu odprla oči, odrekel se je zapeljivi Apoloniji in se odločil za poroko s Pepco. "Modeli" odkrijejo, da knjiga koristi tudi njim. Apolonija je zdaj za moške še bolj zanimiva, Osredek se bo znebil neljubega načelnika, župan pokupljeno naklado z dobičkom prodaja, Pritekel je pogumno uredil odnos s svojo ženo, vrnil se bo v svoj rodni kraj. Poleg tega nihče noče podpisati obtožnice, češ da se ne čutijo prizadeti, dijaki pa pripravljajo demonstracije za Žitnikovo izpustitev iz zapora. mesto je postalo tako slavno, da prihajajo izletniki, pride tudi novinar Bregar, navdušen nad tem, kako v Mirnih vodah cenijo kulturo: županstvo je pokupilo vso naklado, ljudje so knjige razgrabili, podpisana je tudi izjava, da je roma mojstrsko delo - in kje je vendar slavni pisatelj? Ne kaže drugega, kot prikriti, da je Žitnik zaprt, Pritekel takoj izda nalog, naj ga izpustijo. Slavijo ga dijaki, končno mu zakličejo živijo tudi mestni mogočniki. Alenka se v korist Trpinu odpove pravkar dobljeni službi in z Žitnikom odide: ščuka je krape malo razgibala, spremenila pa jih ni, treba jih bo poloviti, da bodo naše vode čiste!